# Géorgie au Concours Eurovision de la chanson 2021
 (février 2025).
Motif : À la suite de Discussion:France au Concours Eurovision de la chanson 2025/Admissibilité : absence de source secondaire centrée sur la durée, sources wiki, bloguesques ou non indépendantes qui ne sont pas recevables pour démontrer l'admissibilité et doublons partiels avec  Concours Eurovision de la chanson 2021 et Géorgie au Concours Eurovision de la chanson : viser une synthèse encyclopédique de tous ces articles au lieu de les multiplier.
- Archive Wikiwix
- Bing
- Cairn
- DuckDuckGo
- E. Universalis
- Gallica
- Google
- G. Books
- G. News
- G. Scholar
- Persée
- Qwant
- (zh) Baidu
- (ru) Yandex
- (wd) trouver des œuvres sur Wikidata

| 1. | Préciser le motif de la pose du bandeau. | Précisez le motif de la pose du bandeau en utilisant la syntaxe suivante : {{admissibilité à vérifier\|date=mars 2025\|motif=remplacez ce texte par le motif}}                                                         |
| 2. | Informer les utilisateurs concernés.     | Pensez à avertir le créateur de l'article, par exemple, en insérant le code ci-dessous sur sa page de discussion : {{subst:avertissement admissibilité à vérifier\|Géorgie au Concours Eurovision de la chanson 2021}} |

La Géorgie est l'un des trente-neuf pays participants du Concours Eurovision de la chanson 2021, qui se déroule à Rotterdam aux Pays-Bas. Le pays est représenté par le chanteur Tornike Kipiani et sa chanson  You, sélectionnés en interne par le diffuseur géorgien GPB. Le pays se classe 16e avec 16 points en demi-finale, ne parvenant pas à se qualifier pour la finale.

## Sélection
Le diffuseur tchèque GPB annonce sa participation à l'Eurovision 2021 le 19 mars 2020, soit le lendemain de l'annulation de l'édition 2020. Le pays confirme dès lors la reconduction du chanteur Tornike Kipiani comme représentant du pays. Sa chanson, intitulée You, est présentée au public le 15 mars 2021.

## À l'Eurovision
La Géorgie participe à la deuxième demi-finale du 20 mai 2021. Y recevant 16 points, le pays se classe 16e et ne parvient pas à se qualifier en finale.